# C-evo
C-evo ist ein dem Spieleklassiker Civilization nachempfundenes rundenbasiertes Strategiespiel mit starker KI-Komponente. Das Spiel wird als nicht-kommerzielle Freeware vertrieben und der Quellcode ist ohne Lizenz kostenlos verfügbar (und ist damit noch keine Freie Software).

## Beschreibung
Das Spiel orientiert sich stark am Vorbild Civilization. Der Spieler muss sich unter anderem um Erkundung, Expansion, die Ökonomie, Diplomatie und Kriegsführung seiner Nation kümmern. Der letztendliche Zweck besteht jedoch in dem Bau eines transstellaren Kolonieschiffs, um das Kolonisieren weiterer Sternensysteme zu ermöglichen. Im Gegensatz zu vielen anderen Titeln dieses Genres ist dies die einzige Gewinnbedingung. C-evo soll sich laut Aussage der Entwickler am Geiste rundenbasierter Strategiespiele der 1990er orientieren. Dabei wird aber mehr Wert auf eine mächtige, nicht schummelnde künstliche Intelligenz, ein sorgfältiges Regelwerk und die Herausforderung an den Spieler gelegt. Die KI ist vom Rest des Spiels getrennt und kann vom Anwender per Entwicklungsbausatz abgeändert und erweitert werden.
Das Spiel besitzt nur einen Einzelspieler-Modus, der geplante Multiplayer-Modus wurde nicht fertiggestellt.
C-evo ist in Delphi 4 geschrieben und nur für Windows erhältlich.

## Rezeption
C-evo wurde in einem Eurogamer Review als eines der besten Freeware-Strategiespiele gepriesen, besondere Erwähnung fand die starke künstliche Intelligenz der Gegenspieler.
Auf einer Internationalen Konferenz für künstliche Intelligenz 2005 präsentierten Rubén Sánchez-Pelegrín und Belén Díaz-Agudo ein Paper unter dem Titel „An Intelligent Decision Module based on CBR for C-evo“. In diesem wurde C-evo als Plattform für Forschung im Bereich künstlicher Intelligenz diskutiert.